# 조지프 무어 딕슨
조지프 무어 딕슨(Joseph Moore Dixon, 1867년 7월 31일 ~ 1934년 5월 22일)은 미국 몬태나주 주지사를 지낸 전력이 있는 미국의 행정관료 겸 정치인이다.

## 주요 경력

### 미국 상원 의원 역임
그는 1907년에서 1913년까지 미국 몬태나주 상원의원을 역임하였다.

### 미국 몬태나주 주지사 역임
그는 1921년에서 1925년까지 미국 몬태나주 주지사를 역임하였다.

### 학력
- 1887년 미국 얼햄 대학교 철학과 중퇴
- 1891년 미국 길퍼드 대학교 철학과 학사

## 역대 선거 결과
| 선거명      | 직책명                       | 대수 | 정당   | 득표율  | 득표수    | 결과 | 당락                   |
| ----------- | ---------------------------- | ---- | ------ | ------- | --------- | ---- | ---------------------- |
| 1902년 선거 | 하원의원 (몬태나 광역선거구) | 58대 | 공화당 | 46.18%  | 24,626표  | 1위  | 몬태나주 하원의원 당선 |
| 1904년 선거 | 하원의원 (몬태나 광역선거구) | 59대 | 공화당 | 51.73%  | 32,957표  | 1위  | 몬태나주 하원의원 당선 |
| 1906년 선거 | 상원의원 (몬태나 제2부)      | 60대 | 공화당 | 100.00% | 1표       | 1위  | 몬태나주 상원의원 당선 |
| 1912년 선거 | 상원의원 (몬태나 제2부)      | 63대 | 진보당 | 32.10%  | 22,161표  | 2위  | 낙선                   |
| 1920년 선거 | 몬태나 주지사                | 7대  | 공화당 | 59.74%  | 111,113표 | 1위  | 몬태나 주지사 당선     |
| 1924년 선거 | 몬태나 주지사                | 8대  | 공화당 | 42.61%  | 74,126표  | 2위  | 낙선                   |
| 1928년 선거 | 상원의원 (몬태나 제1부)      | 71대 | 공화당 | 46.80%  | 91,185표  | 2위  | 낙선                   |